# RE-WISE
RE-WISE je e-learningová metoda pro výuku a opakování slovíček, frází, jednoduchých faktů, gramatických pouček a odborných termínů.  Na základě algoritmu modelujícího lidskou paměť, udrží ve studentově paměti co nejvíce naučených slov a zároveň minimalizuje počet nutných opakování, která jsou potřeba k jejich zapamatování.

## Název
Název vznikl složením předpony RE- označující opakovaný děj a slova WISE, což znamená anglicky "moudrý".
 RE-WISE = opakovaně se stávat moudrým.

## Princip metody RE-WISE
Metoda RE-WISE je založena na statistické analýze popisující procesy učení a zapomínání již jednou nabytých vědomostí. Této problematice se podrobně věnoval Němec Hermann Ebbinghaus.
Lidská schopnost udržet nové informace v paměti klesá geometrickou řadou. Nejvíce člověk zapomíná bezprostředně po nabytí nového vjemu (slova, pojmu, fráze).
Vyjádřeno matematickým vzorcem:
1/2m,
kde m je počet dní, které uběhly od učení
Druhý den si člověk pamatuje pouze polovinu naučených faktů, třetí den polovinu ze dne předchozího (tj. polovinu z poloviny) atd. Postupem času se proces zapomínání zpomaluje. Tzn. informace, které si člověk pamatujeme déle, zapomíná pomaleji.
K tomu, aby došlo k přechodu vjemu z krátkodobé do dlouhodobé paměti a k jeho trvalému zapamatování, je potřeba opakování.
Proces zapamatování si faktů závisí na počtu a intervalech jejich opakování. Je v zásadě přesně opačný k procesu zapomínání. Tzn. že nejvíce si člověk zapamatuje fakta, která opakuje hned druhý den, pak za dva, čtyři, osm dnů. 
Matematicky vyjádřeno:
2n,
kde n je počet opakování faktu.
Metoda RE-WISE vychází z obou těchto modelů a zároveň zohledňuje náročnost faktů, schopnost člověka si jednodušší fakt vybavit rychleji a rozdílnou kapacitu  lidské paměti.
Předkládá algoritmus, který nabízí fakta (slova, pojmy, fráze) v optimálních časových intervalech pro opakování a zapamatování.
Student se tak podle vlastního individuálního plánu stále učí nová slova, procvičuje a opakuje stará, aby je nezapomněl, a při tom vynakládá na studium minimální čas.

## RE-WISE databáze
RE-WISE databáze je soubor faktů (slovíček, frází, pojmů), ze kterých algoritmus vybírá pro daný den pojmy k učení a opakování.  Databáze je daná nebo si může uživatel vytvořit vlastní. Databáze může být ozvučená.

## RE-WISE výuka
Výuka pomocí elektronické metody RE-WISE za využití počítače, notebooku, mobilního telefonu nebo MP3 přehrávače. Jde v podstatě o rozšířenou elektronickou verzi papírových slovníčků, které slouží lidem k učení a opakování nových slovíček. 

## Software
RE-WISE metoda byla vyvinuta roku 1994 firmou LANGMaster jako jedna z e-learningových metod využitelných nejen v oblasti výuky jazyků.